# Alchemilla othmarii
Alchemilla othmarii är en rosväxtart som beskrevs av Robert Buser. Alchemilla othmarii ingår i släktet daggkåpor, och familjen rosväxter. Inga underarter finns listade i Catalogue of Life.